# 산 베르나르도역
산 베르나르도 역(스페인어: San Bernardo)은 마드리드 지하철의 환승역이다. 마드리드 지하철 2호선과 4호선이 지난다. 마드리드 참베리 구의 루이스 히메네스 로터리에 위치해 있으며 산 베르나르도 거리, 알베르토 아길레라 거리, 카란사 거리가 만나는 교차로 지하에 자리잡고 있다. 요금 구역상으로는 A구역에 속한다.

## 역사
1925년 10월 21일 2호선의 솔 - 케베도 연장 구간이 개통되면서 처음으로 영업에 들어갔다. 1944년 3월 23일에는 4호선 승강장이 문을 열었다. 다른 역과는 달리 옛 노선인 2호선 승강장이 지상과 가깝고 나중에 지어진 4호선 승강장이 오히려 더 깊은 구조를 띄고 있다. 또 두 노선은 비록 개통 시기가 한참 차이가 나긴 했으나 초창기 마드리드 지하철 계획 당시부터 존재했던 노선들이다.

## 환승 정보
역 주변에 시내버스 정류장이 네 곳이 있으며, 주간 버스노선인 3, 21, 147번 노선이 다닌다.
| 마드리드 지하철        | 마드리드 지하철       | 마드리드 지하철           |
| ---------------------- | --------------------- | ------------------------- |
| 노비시아도 라스 로사스 | 마드리드 지하철 2호선 | 케베도 콰트로 카미노스    |
| 아르궤예스             | 마드리드 지하철 4호선 | 빌바오 피나르 데 차마르틴 |